# Ли Цзялунь
Ли Цзялунь (род. 13 января 1993) — китайский лучник, специализирующийся в стрельбе из олимпийского лука. Бронзовый призёр Азиатских игр. Участник Олимпийских игр.

## Биография
Ли Цзялунь родился 13 января 1993 года. Начал заниматься стрельбой из лука в Яньтае в 2007 году. В то время Цзялунь учился в средней школе.

## Карьера
В 2014 году выиграл бронзовую медаль в командном турнире на этапе Кубка мира.
Ли Цзялунь в 2017 году принял участие на домашнем этапе Кубка мира в Шанхае, но выбыл из борьбы за награды уже на стадии 1/32 финала.
В 2018 году выступил на этапе Кубка мира в Солт-Лейк-Сити в индивидуальном и смешанном парном разрядах. В обоих турнирах дошёл до 1/8 финала. На Азиатских играх в Джакарте также достиг стадии 1/8 финала, а в мужском командном турнире стал бронзовым призёром.
В 2019 году на Кубке мира в Шанхае выбыл на стадии 1/8 финала, а в Анталии достиг четвертьфиналов. Тем не менее, на этапе в Берлине не сумел продвинуться дальше 1/32 финала.
Попал в состав сборной Китая на Олимпийские игры 2020 года, которые из-за пандемии коронавируса были перенесены на июль-август 2021 года. В командном турнире уже в первом матче китайцы проиграли Тайваню и покинули соревнования. В личных соревнованиях Цзялунь добрался до четвертьфинала, победив монгола Отгонболд Баатархуяга, бельгийца Ярно де Смедта и казахстанского лучника Ильфата Абдуллина, но затем проиграл будущему бронзовому призёру Такахару Фурукаве из Японии.